# Орден Князя Трпимира
Орден Князя Трпимира (хорв. Red kneza Trpimira), полное название — «Орден Князя Трпимира с шейной лентой и утренней Звездой» (хорв. Red kneza Trpimira s ogrlicom i Danicom)) — пятая по рангу государственная награда Республики Хорватии. Вручается хорватским и иностранным политикам и общественным деятелям за вклад в независимость, целостность и международную репутацию Республики Хорватии, развитие страны и упрочение отношений между хорватским государством и другими странами.
Орден имеет только одну степень. Назван в честь князя Трпимира I.
Знак ордена имеет ромбовидную форму, по краям идёт узор из серебра поверх красной эмали. В центре изображение князя Трпимира, сидящего на коне. В нижней части надпись «TRPIMIR». Шейная лента ордена окрашена в традиционную хорватскую красно-белую шаховницу.

## Некоторые награждённые

### Иностранцы
- Уэсли Кларк — генерал армии США в отставке
- Филипп Ханнан — американский католический архиепископ
- Харис Силайджич — боснийский политический деятель
- Дорис Пак — немецкий политик
- Ганс-Дитрих Геншер — немецкий политик
- Эфраим Зурофф — израильский историк, глава иерусалимского отделения Центра Симона Визенталя
- Вит Ракушан — чешский политический деятель

### Хорваты
- Бранко Микша — хорватский политик, бывший мэр Загреба
- Златко Матеша — бывший премьер-министр Хорватии
- Иво Санадер — бывший премьер-министр Хорватии
- Иван Чермак — политик и генерал, обвинявшийся МТБЮ, но полностью оправданный
- Бранко Лустиг — продюсер и актёр
- Драгутин Тадиянович — поэт
- Слободан Новак — писатель
- Златко Далич — тренер сборной Хорватии по футболу[1][2]